# سامسونج غالاكسي ترند لايت

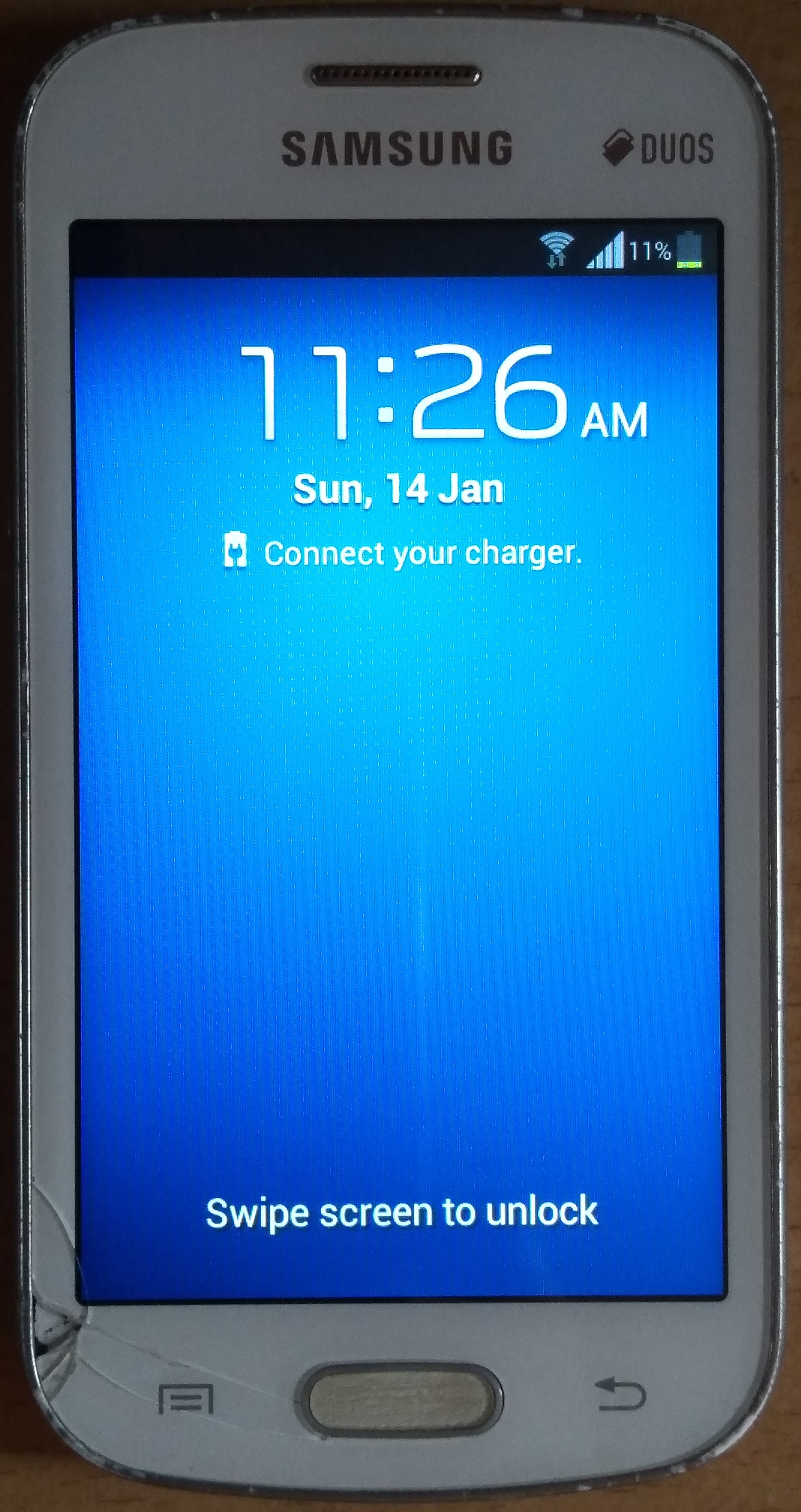
صورة تدل على الهاتف المقصود

سامسونغ جالاكسي تراند لايت هو هاتف ذكي صنعته شركة سامسونغ عام 2013 بالمواصفات التالية:
الشبكة: الجيل الثاني و الجيل الثالث
الكاميرا: 3 ميغابيكسل
النظام: أندرويد 4.1.2 جيلي بين
المعالج: أحادي النواة 1.0 ميغا هرتز
الذاكرة: 4 جيغا أوكتيه 2 متاحة
ذاكرة الوصول العشوائي: 512 ميغا بايت.
الهاتف مزود بشريحتين كلتاهما قابلتان للتحول لوضع الجيل الثالث. توقف إنتاج هذا النوع من الهواتف بعد سنتين من طرحه.